# 磷酸镁
磷酸镁是一种无机化合物，化学式 Mg3(PO4)2.xH2O。 它是磷酸的镁盐，结晶水数量为：x = 0, 5, 8, 22.
磷酸二氢镁与氢氧化镁反应时，会形成八水合磷酸镁。
Mg(H2PO4)2  +  2 Mg(OH)2   →   Mg3(PO4)2•8H2O
在自然界中可以发现八水合磷酸镁，以矿物质白磷镁石的形式存在。 
通过将水合物加热至400℃可获得无水磷酸镁。它与磷酸钴是同构的。 金属离子以1∶2的比例同时占据八面体形分子构型（六配位）和五配位的位置。 

## 安全性
磷酸镁已列在FDA的公认安全，又称GRAS的物质清单中。 